# جاناتان سرولو
جاناتان سرولو (انگلیسی: Jonathan Cerullo؛ زادهٔ ۲۱ دسامبر ۱۹۶۰) یک کارگردان و مدیر تولید است. وی از سال ۱۹۸۲ میلادی تاکنون مشغول فعالیت بوده‌است.